# Mosun Adesina
Mosun Adesina (* 1970) ist eine ehemalige nigerianische Hürdenläuferin, die sich auf den 100-Meter-Hürdenlauf spezialisiert hat. Über diese Distanz gewann sie 1989 und 1990 je eine Bronzemedaille bei Afrikameisterschaften.

## Sportliche Laufbahn
Erste internationale Erfahrungen sammelte Mosun Adesina vermutlich im Jahr 1989, als sie bei der Sommer-Universiade in Duisburg mit 14,09 s in der Vorrunde über 100 m Hürden ausschied. Zudem gewann sie bei den Afrikameisterschaften in Lagos in 13,86 s die Bronzemedaille hinter der Ghanaerin Diana Yankey und ihrer Landsfrau Hope Obika. Im Jahr darauf gewann sie bei den Afrikameisterschaften in Kairo in 13,85 s die Bronzemedaille hinter der Ghanaerin Yankey und Nezha Bidouane aus Marokko und 1991 verpasste sie bei den Studentenweltspielen in Sheffield mit 14,02 s den Finaleinzug.
In den Jahren 1985 und 1989 sowie 1990 und 1992 wurde Adesina nigerianische Meisterin im 100-Meter-Hürdenlauf.